# Ludwika Izabela Kirchberg
Ludwika Izabela, [właśc. Ludwika Aleksandra Augusta zu Sayn-Hachenburg von Kirchberg, niem. Luise Isabelle Alexandrine Auguste zu Sayn-Hachenburg von Kirchberg] (ur. 29 kwietnia 1772 w Hachenburgu, zm. 6 stycznia 1827 w Wiedniu) – hrabina Sayn-Hahenburga w 1777–1827, księżna-małżonka Nassau-Weilburga w 1788–1816, ostatnia z rodu Kirchbergów.

## Życiorys
Urodziła się jako jedyna córka Wilhelma Jerzego (1751–1777), hrabiego Sayn-Hachenburga i jego żony Izabeli Augusty (1752–1824), księżniczki Reuss ze starszej linii rodu. Jako jedyna spadkobierczyni swojego ojca została wydana za Fryderyk Wilhelm (1768–1816), dziedzicznego księcia rodu Nassau-Weilburgów, syna Karola Krystiana (1735–1788) i Karoliny Orańskiej (1743–1787), księżniczki Niderlandów. Ślub arystokratki odbył się 31 lipca 1788 w Hachenburgu.
Para miała czworo dzieci:
- Wilhelma I (ur. 14 czerwca 1792, zm. 30 sierpnia 1839), księcia Nassau od 1816 ⚭ 1) Ludwika Saska-Altenburska (1794–1825), córka Fryderyka (1763–1834), księcia Altenburga, i Karoliny Meklemburskiej (1769–1818), 2) Paulina Fryderyka Wirtemberska (1810–1856), córka Pawła (1785–1852) i Karoliny Saskiej-Altenburskiej (1787–1847);
- Augustę Ludwikę Wilhelminę (ur. 5 stycznia 1794, zm. 11 kwietnia 1796)[3];
- Henriettę Aleksandrynę Fryderykę Wilhelminę (ur. 30 października 1797, zm. 29 grudnia 1829) ⚭ Karol Ludwik Habsburg-Lotaryński (1771–1847), książę cieszyński, syn Leopolda II (1747–1792), cesarza rzymsko-niemieckiego, i Marii Ludwiki Burbon (1745–1792);
- Fryderyka Wilhelma (ur. 15 grudnia 1799, zm. 6 stycznia 1845) ⚭ Anna Edler von Vallyemare (1802–1864), córka Josepha (1872–1832), wdowa po Johannie Baptiscie Brunoldzie, hrabim von Tiefenbach[2].

Po śmierci męża w 1818 zamieszkała w Wiedniu, gdzie zmarła osiem lat później.
9 stycznia 1827 została pochowana na cmentarzu w Baden. Wraz z jej śmiercią wygasł ród Kirchbergów, boczna linia Sayn-Hachenburgów; przynależne im tytuły odziedziczyła dynastia nassalska.